# Lagărele de internare din Sinchiang

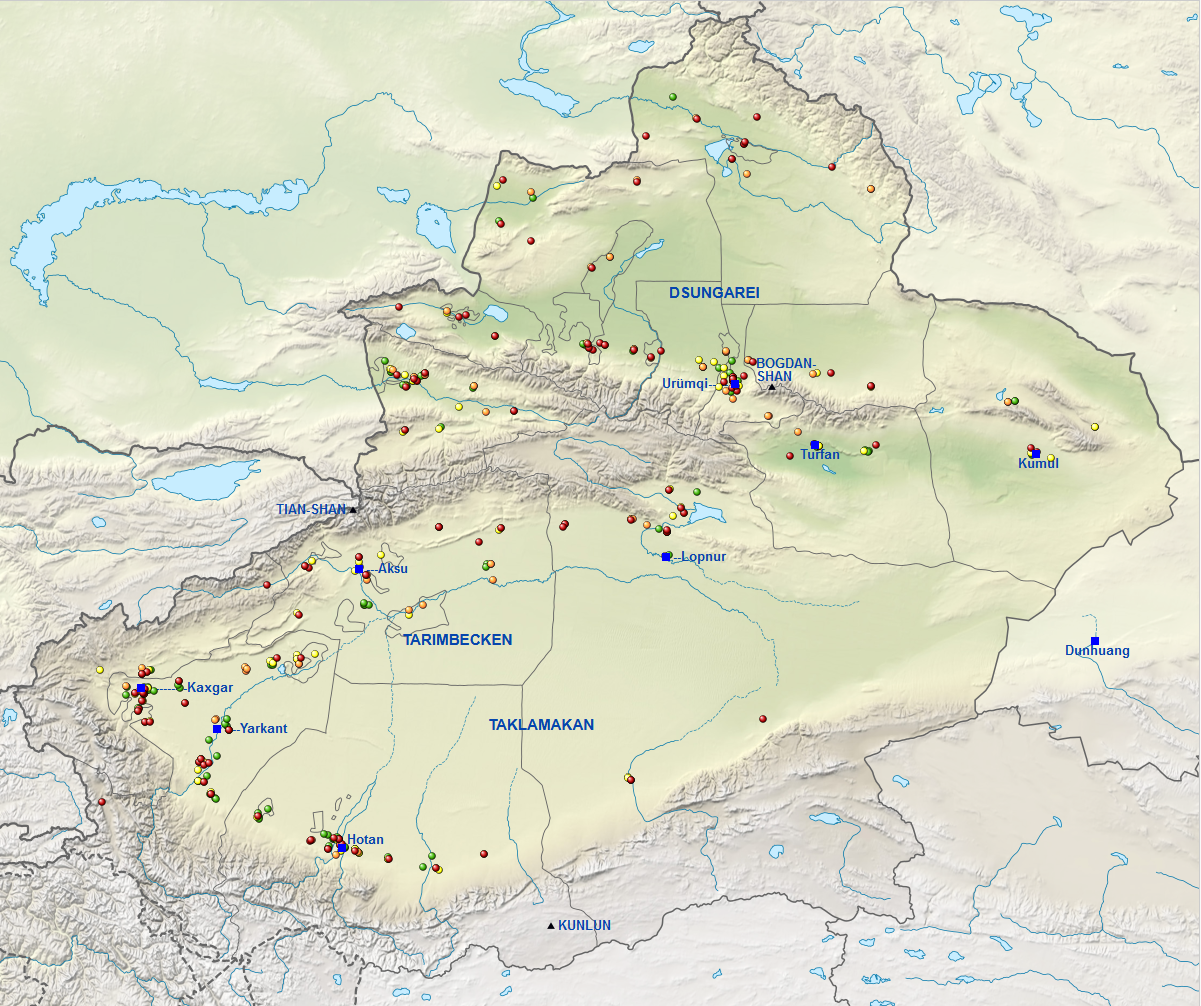
Facilități de reeducare și de detenție suspectate din Xinjiang care au fost construite sau extinse semnificativ din 2017 (Sursa: studiu ASPI din 24 septembrie 2020)

Lagărele de internare internare din Xinjiang, oficial numite Centre vocaționale de educație și pregătire (chineză: 新疆再教育营), sunt lagăre de internare guvernamentale din Regiunea Autonomă Xinjiang Uyghur a Republicii Populare Chineze. Lagărele sunt înființate și operate de guvernul Xinjiang și filiala Xinjiang a Partidului Comunist Chinez (PCC) și sunt numite oficial „Centre de educație și formare profesională Sinchiang (chineză: 新疆职业技能教育培训中心)”. Se estimează că autoritățile chineze ar fi putut reține până la 1,5 milioane de oameni în lagăre, în mare parte uiguri, dar inclusiv kazahi, kârgâzi și alți musulmani etnici turci, creștini și unii cetățeni străini. 
Construcția taberelor a început în 2014 sub Xi Jinping, liderul suprem al Chinei, și au fost extinse semnificativ din 2017, după ce Chen Quanguo a devenit șeful regiunii Sinchiang. Autoritățile chineze au susținut că proiectul a fost lansat pentru a combate terorismul și extremismul în zone. Lagărele sunt operate în afara sistemului juridic, iar mulți uiguri au fost reținuți în lagăre fără a fi judecați sau acuzați legale. Lagărele au fost criticate de multe țări și organizații pentru drepturile omului pentru încălcări ale drepturilor omului, rele tratamente, muncă forțată, viol și tortură, inclusiv pentru genocidul uighur. În plus, au existat mai multe comparații între lagărele din Sinchiang și Revoluția Culturală Chineză. Cu toate acestea, există și țări care susțin aceste lagăre Chinei.